# C/2001 OG108 (LONEOS)
C/2001 OG108 (LONEOS) è una cometa periodica con un periodo di rivoluzione di 48,41 anni, appartenente alla famiglia delle comete halleidi. Scoperta il 28 luglio 2001 dagli astronomi del programma LONEOS guidati da Michael E. Van Ness presso l'Osservatorio Lowell di Flagstaff, in Arizona, e inizialmente identificata come asteroide, la cometa C/2001 OG108 è la seconda più grande cometa di corto periodo, diametro conosciuto e perielio interno all'orbita terrestre a noi nota dopo la cometa Swift-Tuttle.

## Caratteristiche
Identificato come asteroide damocloide il 28 luglio 2001, grazie a successive osservazioni svolte nel gennaio e nel febbraio del 2002 in cui venne messo in evidenza come, una volta arrivato nei pressi del proprio perielio, il corpo avesse iniziato a mostrare un'attività cometaria con la formazione di una piccola chioma, questo fu infine riclassificato come cometa.
La cometa, il cui periodo rotazionale è stato stimato in 2,38±0,02 giorni (57,12 ore), è arrivata al perielio (ossia il punto del suo percorso più vicino al Sole) il 15 marzo 2002 e vi ritornerà solo il 6 giugno 2050, dopo essere passata dal proprio afelio nel 2026. Il 23 marzo 2147, C/2001 OG108 passerà a circa 0,42 au, ossia circa 63 milioni di chilometri, dalla Terra, con una misura di incertezza pari a ±2 milioni di km.
Nel 2003 si stimò che la cometa avesse una magnitudine assoluta (H) pari 13,05±0,10, con un'albedo di 0,03, il che fece ricavare un raggio pari a 8,9±0,7 km. Utilizzando misure prese nel 2004 e nel 2005, il Jet Propulsion Laboratory elenca la cometa con un'albedo pari a 0,05 e un diametro di 13,6±1,0 km.
Si ritiene che C/2001 OG108 possa rappresentare un esempio di cometa in fase di transizione da una tipica cometa halleide, ossia di proprietà simili alla cometa di Halley, a una cometa estinta. La scoperta della natura cometaria di C/2001 OG108 ha rafforzato l'ipotesi che vede gli asteroidi del gruppo dei damocloidi come possibili comete estinte a causa della somiglianza dei loro parametri orbitali con quelli delle comete di tipo Halley.